# Шоу Эда Салливана
«Шоу Эда Салливана» (англ. The Ed Sullivan Show) — американское телешоу, которое транслировалось в Нью-Йорке с 20 июня 1948 года по 6 июня 1971 года. Ведущий — журналист Эд Салливан. Шоу заняло 15 место в списке 50 величайших телешоу всех времён по версии TV Guide.

## История
Программа шла на канале CBS с 21 до 22 часов до марта 1949 года, а затем с 20 до 21 часов и была одной из тех, который продержались в сетке телеканала более двух десятилетий. Практически каждый вид развлечения появился на шоу: оперные певцы, популярные артисты, композиторы, комики, артисты балета, цирковые выступления и драматические актёры, исполняющие монолог из пьесы постоянно появлялись на телешоу.
Первоначально шоу носило название «Toast of the Town», однако распространённым стало название «Шоу Эда Салливана», которое стало официальным названием с 25 сентября 1955 года. С 1948 года до 1965 год шоу было чёрно-белым, затем - цветным. Запись телешоу велась через CBS-TV Studio 50, которая стала носить название театра Эда Салливана. Последняя запись шоу (# 1071) состоялась 28 марта 1971 года. На неё были приглашены Мелани, Джоанна Саймон, Дэнни Дэвис и Нэшвил Брас, Сандлер и Янг. Эд Салливан умер через три года после последнего выхода шоу в эфир.

## Место действия
Наряду с новыми талантами в программе Эда Салливана присутствовали символы, повторяющиеся в каждом сезоне: например, его «маленькая итальянская мышка» или чревовещатель Сеньор Венкес. Хотя большинство эпизодов транслировались из Нью-Йорка, трансляция иногда велась из других мест: Великобритании, Австралии или Японии. На протяжении многих лет, Эд Салливан был национальным событием каждый вечер воскресенья для американской общественности. По случаю десятой годовщины телепередачи шоу, Салливан прокомментировал, как показатель не изменилось за июнь 1958 американской газете «Newspaper Enterprise Association». Необычайной популярностью пользовалось шоу в 50-х и начале 60-х. В каждой семье собираться воскресным вечером за передачей Эда Салливана стало традицией. Канадская труппа Comedy Wayne & Shuster появлялась на программе 67 раз, что стало рекордом для исполнителя.

## Короткое видение
27 мая 1956 года мультфильм «Короткое видение» был показан в «Шоу Эда Салливана». Ведущий программы Эд Салливан представил его как взгляд на то, что будет если сбросить на животных ядерную бомбу. Он сказал, что содержание мультфильма может тревожить детей, заявив, что им «не стоит беспокоиться, потому что это лишь фантазия, а вся история нарисована», что подогревало интерес юных зрителей.

Я скажу вам, если у вас есть дети в комнате, скажите им, что им не стоит беспокоиться, потому что это лишь фантазия, а вся история нарисована...
— Эд Салливан, 27 мая 1956 года
После его показа, Associated Press и New York World-Telegram and the Sun опубликовали статьи, в которых было сказано, что данный мультфильм шокировал телеаудиторию страны. Мультфильм пользовался большой популярностью, и 10 июня его повторно показали. На этот раз, Салливан держал в руках газету New York World-Telegram and the Sun, читая статью «Ударная волна от мультфильма об атомной бомбе шокировала телеаудиторию страны» (англ. Shock Wave From A-Bomb Film Rocks Nation's TV Audience), после чего призывал родителей вывести детей из комнаты на время показа.

Две недели назад я показал в своей программе мультфильм об атомной бомбе. И первая, потрясающая реакция пришла из газеты «New York World-Telegram and the Sun» ― статья журналистки Кэрол Тейлор «Ударная волна от мультфильма об атомной бомбе шокировала телеаудиторию страны». И я заметил, что на этой неделе в журнале «Time» есть большая статья, касаемо данного мультфильма. Итак, сегодня вечером, в ответ на просьбы органов гражданской обороны со всей страны, я собираюсь показать этот мультфильм ещё раз, но для тех из вас, у кого в комнате есть дети, этот мультфильм ― мучительный опыт для них, поэтому выведите их из комнаты и позвольте старшим членам семьи посмотреть его. Я думаю что это то, что страна должна знать, должна видеть, но дети не должны это смотреть. Итак, теперь, если они выйдут из комнаты, этот мультфильм о возможных последствиях атомной бомбы, созданный двумя молодыми британцами, мы покажем в прямом эфире.
— Эд Салливан, 10 июня 1956 года